# 101 Park Avenue
101 Park Avenue je kancelářský mrakodrap v New Yorku na Park Avenue. Má 50 podlaží a výšku 188 metrů. Jeho výstavba probíhala v letech 1979 - 1982 podle projektu společnosti Eli Attia Architects. Jde o 325. nejvyšší mrakodrap v USA. Budova se nachází ve čtvrti Murray hill. 101 Park ave je velice známá adresa, i kvůli velkému množství filmů, které se zde natáčely nebo odehrávaly.

## Využití
Hlavní využití budovy jsou kanceláře. V budově se nachází restaurace, zasedací místnosti, banka, parkoviště a klub. V budově se nachází muzeum psa, které je věnované psům, jejich chovu a historii. V budově pracuje uniformovaný personál.

## Budova v popkultuře
Budova 101 Park avenue se vyskytla v mnoha filmech a seriálech. Mezi nimi vynikají například Amazing SpiderMan, Amazing SpiderMan 2, Želvy Ninja, Gremlins 2 nebo Avengers. ve svých reklamách budovu požily i firmy Nike a Adidas. Budova se dostala i do klipů skladeb Rolling Stones.

## Lobby
V budově se nachází luxusní lobby, které je velice prosvětlené. Disponuje vysokými stropy a luxusním vybavením. Součástí lobby jsou i luxusní výtahy s obsluhou.